# Diego García (músico)
Twanguero (seudónimo de Diego García y anteriormente conocido como El Twanguero) es un guitarrista y compositor español, además de uno de los artistas más activos de la escena hispanoamericana. Reconocido internacionalmente por el particular sonido twang que otorga a sus composiciones, su estilo oscila entre la guitarra española clásica, el folk americano, el flamenco o el rockabilly, así como por su impecable dominio del fingerpicking. Hasta la fecha, tiene editados seis discos: The Brooklyn Session (2011), Argentina Songbook (2013), Pachuco (2015), Carreteras Secundarias Vol.1 (2017), Electric Sunset (2018) y Carreteras Secundarias Vol.2 (2022).
Su trabajo como músico, compositor y productor ha sido nominado y galardonado en múltiples ocasiones. En 2013 la Academia de los Latin Grammy le concedió el premio a Mejor Álbum de Tango por su trabajo como coproductor del álbum Romance de la Luna Tucumana junto al cantaor Diego El Cigala. Posteriormente, su disco Carreteras Secundarias Vol.1 recibió en 2018 el premio a Mejor Álbum de Músicas del Mundo por los Premios de la Música Independiente Archivado el 29 de mayo de 2019 en Wayback Machine.. Así mismo, su participación en la Banda Sonora de "Buried (movie)" (Enterrado), del Director español Rodrigo Cortés, con la canción "In The Lap of the Mountain" le valió en 2010 la nominación al Goya a Mejor Música Original. 

Paralelamente a sus discos en solitario, ha desarrollado una importante carrera como guitarrista de sesión con músicos de la talla de Andrés Calamaro, Santiago Auserón, Diego El Cigala, Juanes, Wyclef Jean, Jaime Urrutia, Fito Páez, Enrique Bunbury, Ely Guerra, Raphael, Camilo Sesto, Ana Torroja, José María Cano, Yerbabuena, Adriana Varela o Diego Torres. Además ha participado en multitud de grabaciones para TV, cine y radio tanto en España como en Argentina, Estados Unidos o México.

## Inicios en Valencia
A los 6 años, Diego García entra en el Conservatorio de Valencia, estudiando con José Lázaro Villena, alumno de Andrés Segovia. A los 13 años ya forma su primera banda de rock, Los Be-boppers y a los 16 forma parte de Rock'n'Bordes, con los cuales recorre Europa durante 3 años. Integró junto a Nacho Belda, el grupo Gallopin'Guitars, pioneros del Western-Swing y Ragtime en España. Ya a los 15 años estaba en la cumbre de la escena musical valenciana, siendo en 1993 reconocido como mejor instrumentista en el Certamen de Blues de la sala Black Note.

## Traslado a Madrid, solista
A los 20 años se traslada a Madrid y pronto se vuelve uno de los músicos más activos de la Capital. En esa época graba y gira con Merche Corisco, Nacho Campillo, Jaime Urrutia, Manolo Tena, Los Chunguitos, Tam Tam Go, Raphael, Sergio Dalma, Guerrilla Gorila, Santiago Auserón, Andrés Calamaro y Pumpin'Dolls, entre otros.

## Etapa en Nueva York
En el 2006 García viaja a Nueva York y rápidamente forma parte de la escena underground neoyorquina. Aquí forma "Diego García Trio" con Tony Mason (baterista de Norah Jones, Bo Diddley, Steve Cropper) y Nick D'Amato (contrabajista de Lizz Wright y Poppa Chubby) con los que recorre todo Nueva York y Nueva Jersey.

### "The Brooklyn Session"
Con esta formación edita su álbum "The Brooklyn Session", el cual se graba y mezcla en un solo día y relata experiencias en el barrio de Williamsburg, el epicentro mundial de la música en ese momento. En 2010 es convocado al Brooklyn Summer Festival de la mano del productor venezolano Andrés Levin compartiendo escenario con grandes músicos.
En Nueva York también llega a colaborar con Andrés Levin, Didi Gutman, Jessy Murphy, Jim Campilongo, Yerbabuena, Charlie Hunter, entre otros.
"The Brooklyn Session" recibe excelentes críticas a nivel internacional y es elegido como el 9º mejor disco español de 2011 por la Revista mexicana Revés.
Este disco es presentado en la Sala Galileo Galilei de Madrid, Black Note Club (Valencia), Veneno Stereo (Castellón), Continental Club (Austin, Texas), Revel Bar (México DF), Festival de Jazz de Buenos Aires, Ciudad Vieja (La Plata), etc.

### Premios Goya 2010
En 2009 participa en la Banda Sonora de "Buried (movie)" (Enterrado), del Director español Rodrigo Cortés, con la canción "In The Lap of the Mountain", interpretada por Garrett Wall y Diego García. Esta canción obtiene una nominación en los Goya en 2010. García ya había colaborado con Cortés en su ópera prima "El Concursante".

## Etapa en Buenos Aires

### "Argentina Songbook"
En diciembre de 2011 se instala en Buenos Aires para grabar su disco Argentina Songbook. El planteamiento del disco se basa en una relectura de los clásicos del folklore y el rock argentinos pero interpretados bajo el halo del twang eléctrico. Para ello, graba con músicos de excelencia como Mariano Otero al contrabajo y Gastón Baremberg o Sergio Verdinelli a la batería.
Además de la propia voz de Twanguero, el disco cuenta con las voces de Enrique Bunbury, Diego El Cigala, Andrés Calamaro, Ely Guerra y Fito Paez.
En noviembre de 2013, Argentina Songbook se lanzó a través de Warner Music obteniendo una gran acogida por parte de la prensa mundial.
Todo el proceso en Buenos Aires es registrado por la cámara del director Javier Pistani, quien publica en YouTube un documental con todo el material grabado.
En Buenos Aires también compone la música para la película "Una película de gente que mira películas" de Fernando Arditi y Javier Pistani estrenándose en el Festival de Cine de Mar del Plata con García tocando durante la proyección.

## Etapa fusión Flamenco y Folklore Latinoamericano

### "Romance de la Luna Tucumana"
En octubre de 2012 se convierte en artista invitado de la gira "Sintiendo América" del cantaor flamenco Diego El Cigala. Esto marca un hito, tratándose de una fusión innovadora entre guitarra eléctrica y flamenco. La gira tiene gran éxito de público y crítica. García es alabado por la prensa por su aporte en la nueva fusión entre flamenco y guitarra eléctrica y es comparado con el fenómeno producido por Bebo Valdés 10 años antes.
En esta colaboración se gesta Romance de la Luna Tucumana un sonido diferente en el que acercarse al repertorio argentino desde un registro distinto, uno claramente marcado por el sonido Twang a cargo de la Gibson 295 de García. 
Romance de la Luna Tucumana reúne 11 temas del cancionero popular argentino. De Homero y Virgilio Expósito a Atahualpa Yupanqui, pasando por Gardel y Lepera, todo ello cantado por la voz rota y flamenca de Diego el Cigala. Además, incluye la colaboración de Adriana Varela en el clásico Por una Cabeza y la voz de la desaparecida Mercedes Sosa. 

### Latin Grammy 2013
Por el trabajo de coproducción del disco "Romance de la Luna Tucumana" Twanguero obtiene junto a Diego El Cigala el Latin Grammy a Mejor Álbum de Tango.

## Etapa en México

### "Pachuco"
Tras asentarse en México DF, Twanguero queda fascinado por la cultura de los pachucos. Esta tribu urbana nace en los barrios latinos de Los Angeles, entre los años 30 y 40, a raíz del mestizaje musical que surge en la frontera de Estados Unidos y México y en el que se podían escuchar mambo, swing, jazz, chachachá y boogie woogie. El estudio de la identidad nacida de este encuentro musical, cultural y estético lleva a Twanguero a publicar Pachuco (Warner Music, 2015), un disco que serpentea entre los ritmos caribeños, el mambo y el son con sonidos norteamericanos como el swing, el surf y el rockabilly. 
De los 12 temas que componen el disco, diez de ellos son de cosecha propia. Los otros dos son versiones de los clásicos «Cherry Pink» de Louis Guglielmi y “El Cumbanchero” de Rafael Hernández Marín.
Para este disco, Twanguero cuenta con Candy Caramelo al bajo, la voz y la producción, con el Jose Bruno «El Niño» a la batería, con Moisés Porro a la percusión y con Manuel Machado a la trompeta. Incluye además tres artistas invitados: Dani Nel.lo: saxo tenor en «Coco Zoot Suit», Paul Pigat: guitarra en «Calavera Cream» y Gisela Novais: voz en «Kiss me Baby».
El arte del disco corrió a cargo del artista argentino Jorge Alderete, también conocido como Dr. Alderete.

## Etapa en Estados Unidos

### "Carreteras Secundarias Vol.1"
Una vez asentado en Los Ángeles, California, Twanguero empieza a trabajar en un disco nuevo con el que pretende plasmar el extenso viaje que hizo en 2011 por todo el continente americano, desde el norte de EEUU hasta la Patagonia. En ese viaje, que dura casi un año, Twanguero se centra en conocer las raíces de la guitarra americana, heredera de las tradiciones europeas de España, Francia y Gran Bretaña, y que a su vez se fusionaron con los lamentos de los pueblos indígenas y los esclavos de África. En su exploración musical, recorre el continente empapándose de las guitarras del blues en Chicago, del fingerpicking de Nashville, de los Corridos en México, o de la bossa nova en Brasil, hasta llegar al tango o a la milonga Argentinos. Impregnado de ese crisol de culturas e inspirado al mismo tiempo por los paisajes y por el viaje en sí, Twanguero publica Carreteras Secundarias Vol.1 (La Cúpula Music, 2017), un disco íntegramente compuesto con guitarra acústica y en el que se desvela una producción minimalista cargada de virtuosismo y sensibilidad brillantes, capaz de transportar mentalmente al oyente a cada coordenada visitada por Twanguero en su viaje. 
Carreteras Secundarias Vol.1 se convierte en un disco ampliamente aclamado por la crítica y recibe el premio MIN a Mejor Álbum de Músicas del Mundo un año después. Desde su publicación, Twanguero comienza una amplia gira de conciertos en solitario que le lleva a presentar Carreteras Secundarias Vol.1 por España, Latinoamérica y Estados Unidos. 

### "Electric Sunset"
Tras la fase acústica, Twanguero vuelve a colgarse sus guitarras eléctricas para componer Electric Sunset (Cosmica Artists, 2018), un regreso electrizante cargado de sonidos fronterizos y de referencias a Ennio Morricone, a la cumbia de Los Ángeles o a la rumba y con mucho Twang en cada corte. El álbum, que respira sonidos del West Coast americano, recoge además los ecos de la España natal de Twanguero, bajo la sombra de los maestros Albéniz y Rodrigo, y de la del pasodoble y la copla. En palabras del propio García, "Electric Sunset es un disco que supone un gran esfuerzo colectivo de músicos de distintas nacionalidades y lugares".
Grabado entre Madrid, Los Ángeles y Tucson, este trabajo fue mezclado por Craig Schumacher (Calexico, Necko Case, Devotchka, Depedro) y masterizado por J.J.Golden en Ventura (California). Para el arte del disco Twanguero contó nuevamente con Dr Alderete.
"Los paisajes sonoros por los que nos hace transitar la magistral guitarra de Diego García nos llevan desde la cumbia norteña en Cumbia del este, al bolero de aires flamencos de Viento de Levante, pasando por unas chacareras en Gabo dedicadas a un grande de la literatura, Gabriel García Márquez, quien elogió en su día el arte de Twanguero. En Last station hay escenarios sonoros creados sólo con una guitarra que parecen sacados de la banda sonora de un filme crepuscular, mientras que La media vuelta podría ser un clásico de la canción latinoamericana con la voz del Diego García más tanguero si no fuera porque ya lo es en el original del inmenso Jose Alfredo. En Me voy pa' La Tusa (así es como llaman a Tucson los chicanos) colabora el talentoso multinstrumentista Sergio Mendoza y su Orkesta, creando una deliciosa rumba latina muy festiva interpretada con el desparpajo y la frescura del que domina todos los palos. En Gernika podemos escuchar el clásico pasodoble puro interpretado con una autenticidad y un poso de verdad al que sólo un gran conocedor de la música popular española puede llegar ".
Además de los temas compuestos por el propio Twanguero, Electric Sunset incluye una versión del clásico de Bonet de San Pedro Raska yu, producido por Candy Caramelo y acompañado por Ara Malikian al violín.

### Recientes giras por España, EEUU y Canadá
Desde marzo hasta junio de 2014 realiza una extensa gira por el territorio español presentándose solo con su guitarra. 
En junio de 2014 Twanguero realiza su segunda gira por EEUU y Canadá, actuando en Bakersfield, Los Ángeles, San Francisco, Palm Dale, Altadena, San Diego, Portland y Vancouver, donde comparte cartel con el guitarrista canadiense Paul Pigat.